# Andō Rikichi

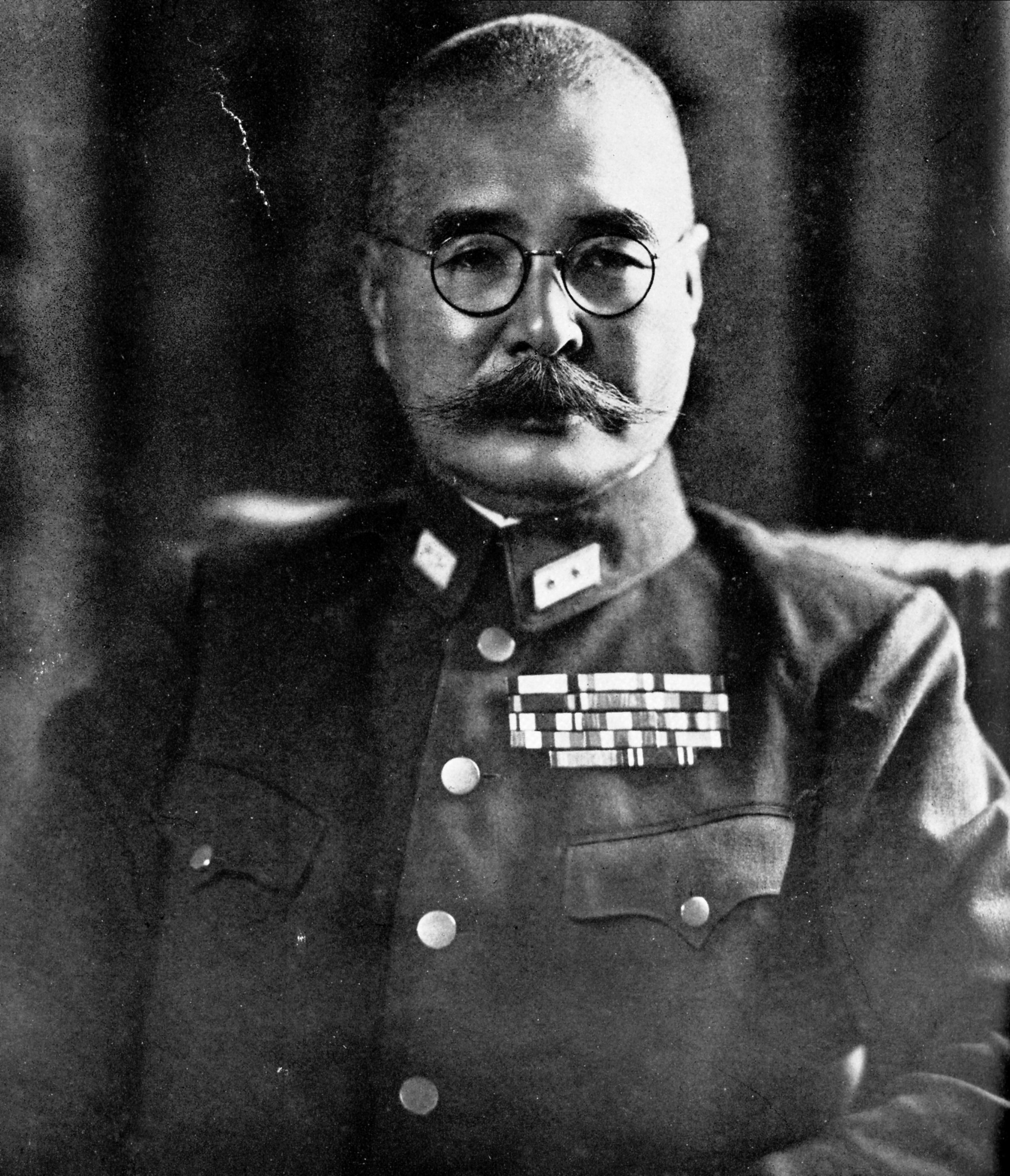
General Andō 1940

Andō Rikichi (jap. 安藤 利吉; * 3. April 1884 in der Präfektur Miyagi; † 19. April 1946 in Shanghai) war ein General der Kaiserlich Japanischen Armee und der 19. und letzte Generalgouverneur der japanischen Kolonie Taiwan.

## Frühe Karriere
Andō schloss im November 1904, im gleichen Jahrgang wie der später bekannte General Doihara Kenji, die Heeresoffizierschule im Rang eines Leutnants ab. Nach verschiedenen Beförderungen diente er von Januar 1919 bis August 1921 an der japanischen Botschaft in London. Nach einem Einsatz beim Heeresgeneralstab vom April 1923 bis zum Juli 1924 diente er anschließend bis August 1925 als Lehrer an der japanischen Heereshochschule. Anschließend war er bis April 1927 als Militärattaché in Britisch-Indien eingesetzt. Nach Japan zurückgekehrt, diente er erneut im Heeresgeneralstabs, bevor er nach seiner Beförderung zum Oberst im März 1928 mit dem Kommando über das 13. Infanterieregiment betraut wurde. Im März 1930 wurde er Stabschef der 5. Division.

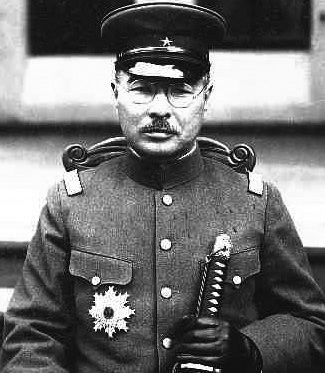
General Andō Rikichi mit dem Orden der Aufgehenden Sonne

Von 1931 bis 1932 kehrte er nochmals in den Generalstab zurück und dienste dort als Chef der Abteilung der Militärverwaltung des Heeres. Im Anschluss wurde er von Mai 1932 bis Mai 1934 nochmals als Militärattaché eingesetzt, dieses Mal jedoch im Vereinigten Königreich selbst. Während dieser Zeit wurde er im August 1932 zum Generalmajor befördert. Am 29. April 1934 wurde ihm der Orden der Aufgehenden Sonne verliehen. Nach seiner Rückkehr wurde er nach einer kurzen erneuten Stellung im Generalstab und einem neunmonatigen Kommando über die 1. Infanteriebrigade bis zum August 1935 mit dem Kommando über die Heeresinfanterieschule Toyama betraut. Im April 1936 übernahm er nach der Beförderung zum Generalleutnant den Posten des Kommandierenden Generals der 5. Unabhängigen Garnisonseinheit, die in der Mandschurei stationiert war. Ab April 1937 war er zuerst stellvertretender und ab Februar 1938 schließlich Erster Generalinspekteur der Militärausbildung.

## China und die Besetzung Indochinas
Nach Ausbruch des Zweiten Chinesisch-Japanischen Krieges übernahm Andō im Mai 1938 den Posten des Kommandierenden Generals der 5. Division, welche sich in China im Einsatz befand. Im November desselben Jahres wurde er Oberbefehlshaber der 21. Armee, welche im Februar 1940 aufgelöst und in die neu gebildete Regionalarmee Südchina eingegliedert wurde, deren Oberbefehl Andō übernahm. Aufgabe dieser Armee war es, die Besatzung für die japanisch eroberten chinesischen Provinzen Guangdong und Guangxi zu stellen.
Noch während Japan mit dem Vichy-Regime nach der Niederlage Frankreichs im Westfeldzug über den Zugang zu Flugfeldern und Häfen in Französisch-Indochina verhandelte, ergriff Andō eigenmächtig die Initiative. Ohne Absprache mit seinen Vorgesetzten befahl er seinen Truppen, die Grenze zu überschreiten und die französischen Gebiete, wenn nötig unter Anwendung von Gewalt, zu besetzen. Obwohl sowohl die militärischen als auch politischen Führer Japans dies ursprünglich nicht geplant hatten, kamen sie bei gemeinsamen Beratungen zu dem Schluss, dass ein Rückzug der Truppen nun nicht mehr möglich sei, da es so offenkundig würde, dass die japanischen Generäle eigenmächtig handelten. Die nun folgende Invasion Französisch-Indochinas verschärfte die diplomatischen Beziehungen zum Westen, besonders zu den Vereinigten Staaten und führte mit zum amerikanischen Ölembargo gegen Japan, welches den Angriff auf Pearl Harbor provozierte. Als Bestrafung für sein eigenmächtiges Verhalten wurde Andō noch im Oktober 1940 nach Tokio zurückgerufen und nach zwei Monaten im Generalstab im Dezember erst freigestellt und im Januar 1941 schließlich in die Reserve versetzt.

## Taiwan

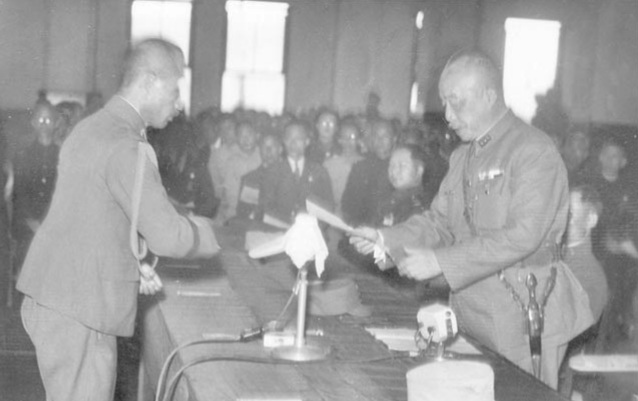
General Andō (links) kapituliert förmlich vor dem chinesischen General Chen (rechts), 25. Oktober 1945.

Am 6. November 1941 erfolgte die Reaktivierung Andōs und Ernennung zum Oberbefehlshaber der Taiwan-Armee. Im März 1942 befahl er nach einer Anfrage der Südarmee gemeinsam mit seinem Stabschef Higuchi Keishichiro dem Kempeitai Trostfrauen für Kriegsbordelle in Südostasien zu beschaffen. Insgesamt 70 Frauen wurden nach Borneo geschickt. Die Verantwortlichkeit hierfür lag nach den Reisedokumenten aber nicht bei Andō, sondern direkt beim Heeresministerium. Auf diesem Posten wurde er im Januar 1944 zum vollwertigen General befördert. Am 22. September 1944 wurde die Taiwan-Armee als Taiwan-Distriktarmee der 10. Regionalarmee unterstellt, die zusätzliche Miliz- und Reservetruppen auf Taiwan für den Fall einer alliierten Invasion aufstellte. Andō übernahm sowohl den Oberbefehl über die Distriktarmee als auch über die übergeordnete Regionalarmee und behielt diesen bis zur Kapitulation der japanischen Truppen auf der Insel im September 1945. Am 30. Dezember 1944 wurde er zusätzlich zum 19. und letzten Generalgouverneur des japanisch besetzten Taiwan. In dieser Position befehligte er auch die japanischen Truppen auf den Ryūkyū-, Amami-, Daitō- und Sakishima-Inseln. 
Er forcierte als Generalgouverneur die Kriegsmobilisierung der Bevölkerung, indem er am 2. Februar 1945 einen Erlass herausgab, der die Mobilisierung aller Einwohner mittleren und gehobenen Alters verlangte. Er hob in öffentlichen Aussagen wiederholt hervor, dass die Einwohner Taiwans vollwertige Bürger Japans seien und organisierte die mobilisierte Bevölkerung in einem Volksfreiwilligenkorps (Giyūtai), in dem ethnische Japaner und Taiwaner gemeinsam unter einem einheitlichen Kommando aus japanischen und taiwanischen Offiziellen standen. Das Volksfreiwilligenkorps half nach der Kapitulation Japans, die öffentliche Ordnung aufrechtzuerhalten.
Im Mai 1945 ordnete Andō einen Prozess gegen 14 gefangengenommene Soldaten der US-Luftwaffe in Taihoku und anschließend deren Hinrichtung an. Als Richter diente hierbei Isayama Haruki. Am 15. August 1945 planten japanische Offiziere, darunter der Stabschef der Taiwan-Armee Isayama Haruki und führende ethnische Taiwaner im Angesicht der bedingungslosen Kapitulation Japans eine Unabhängiges Taiwan-Bewegung ins Leben zu rufen um einen Anschluss der Insel an Festlandchina nach der Kapitulation zu verhindern. Andō reagierte zurückhaltend und warnte die Offiziere, mit Bedacht zu handeln, wodurch der Plan zusammenbrach. Nach der Kapitulation Japans löste die 10. Regionalarmee sich bis zum September 1945 selbstständig auf. Andō und sein Stab ergaben sich am 25. Oktober 1945 dem auf Taiwan gelandeten chinesischen General Chen Yi.
Nach der Übergabe der Insel erhielt Andō von der neuen Provinzregierung die Aufsicht über die am 25. Dezember des Jahres beginnende Rückführung aller ethnischen Japaner von Taiwan auf die japanischen Hauptinseln, insgesamt über 450.000 Personen. Diese Aufgabe beschämte ihn so sehr, dass er die Organisation der Rückführung komplett untergebenen Offizieren übertrug und nur die nominelle Aufsicht führte. Die Rückführung, bei der die vertriebenen Personen den größten Teil ihres Besitzes zurücklassen mussten, endete offiziell nach vier Monaten. Einen Tag nach dem offiziellen Ende wurden Andō und einige andere japanische Offiziere als mögliche Kriegsverbrecher festgenommen.
Nach seiner Gefangennahme wurde Andō nach Shanghai auf dem chinesischen Festland gebracht, wo man plante, ihn wegen Kriegsverbrechen, darunter Gräueltaten gegen Kriegsgefangenen in seinem Befehlsbereich, während seiner Zeit in China anzuklagen. Andō entzog sich der Anklage jedoch durch Suizid, indem er im Gefängnis Gift nahm. Er tat dies in der Überzeugung, dass Vorgesetzte für Taten ihrer Untergebenen voll verantwortlich seien.